# 九洲大道 (珠海)
九洲大道是中國廣東省珠海市的一条道路，位于香洲區，1985年建成通车。西邊從前山立交橋開始，一直向東去到情侶路的交界处。九洲大道分爲九洲大道西（前山立交橋至迎賓南路）、九洲大道中（迎賓南路至景山路與水灣路交界）和九洲大道東（景山路與水灣路交界至情侶中路）三段，是珠海市区的主干道。

## 經過的道路
这条路的顺序是由西到東排列，其中加粗的字为主幹道：
- 桂花北路
- 建业五路、建业四路、建业三路、建业二路、建业一路
- 白莲路、吉莲路
- 景山路
- 景乐路
- 海濱南路
- 情侶中路